# Almon (Wisconsin)
Almon – miasto w Stanach Zjednoczonych, w stanie Wisconsin, w hrabstwie Shawano.